# 54–60 High Street (Inverness)

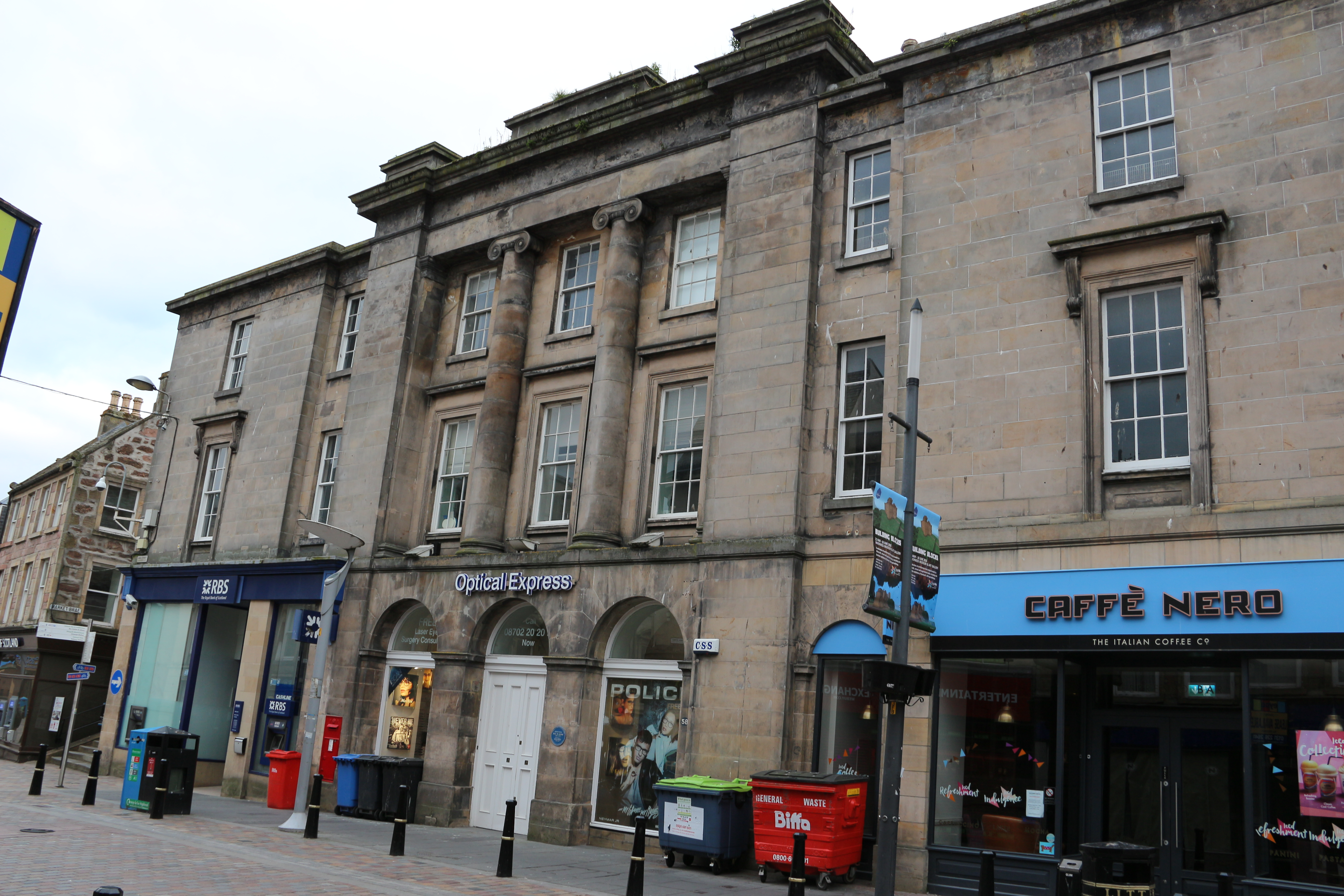
54–60 High Street

Unter der Adresse 54–60 High Street in der schottischen Stadt Inverness in der Council Area Highland befindet sich ein Geschäftsgebäude. 1976 wurde das Bauwerk in die schottischen Denkmallisten in der höchsten Denkmalkategorie A aufgenommen. Das zwischen 1841 und 1844 erbaute Gebäude diente einst als Postamt von Inverness. Der planende Architekt ist nicht überliefert. 1892 wurde Duncan Cameron mit der Überarbeitung des Gebäudes betraut.

## Beschreibung
Das Gebäude steht am Ende der High Street gegenüber der Einmündung der Inglis Street nahe dem  Inverness Town House und dem Bahnhof Inverness. Das dreigeschossige Gebäude ist klassizistisch ausgestaltet. Seine sieben Achsen weite, nordexponierte Hauptfassade ist aus Steinquadern aufgemauert. Am drei Achsen weiten Mittelrisalit sind im Erdgeschoss drei rundbogige Öffnungen eingelassen. Auf den außenliegenden Achsen sind Ladengeschäfte mit moderner Fassadengestaltung eingerichtet. Am Mittelrisalit ruhen auf der Basis zwei kolossale ionische Säulen. Ein durchbrochenes Stockwerkgesims gliedert die Fassade zwischen den Säulen horizontal. Ein Gebälk mit auskragendem Gesims schließt den Risalit. Auf den äußeren Achsen bekrönen auf Konsolen ruhende Gesimse die Fenster des ersten Obergeschosses. Das Gebäude schließt mit einem Kranzgesims.